# Кульчицкий, Владимир Станиславович
Владимир Станиславович Кульчицкий (25 июля 1949 — 18 февраля 2014, Киев) — активист Евромайдана. Погиб на Майдане Независимости в центре Киева 18 февраля 2014 года во время штурма спецподразделения «Беркут». Герой Украины (2014, посмертно).

## На Майдане
Застрелен 18 февраля примерно в 22:30 на баррикадах у Дома Профсоюзов. Пуля прошла навылет в сердце, застряла в одежде. С ним все время находился сын Игорь, который перенес тело в Михайловский собор, когда загорелся Дом профсоюзов. На момент гибели, у него было двое взрослых сыновей и три внучки, а также мать (93 года). Жена умерла тремя годами ранее.

## Память

### Награды
- Звание Герой Украины с вручением ордена «Золотая Звезда» (21 ноября 2014, посмертно) — за гражданское мужество, патриотизм, героическое отстаивание конституционных принципов демократии, прав и свобод человека, самоотверженное служение Украинскому народу, обнаруженные во время Революции достоинства[1]
- Медаль «За жертвенность и любовь к Украине» (УПЦ КП, июнь 2015) (посмертно)[2]

### В литературе
Киевская поэтесса Ирина Рассветная посвятила Кульчицкому стихотворение.